# Pin-up girl

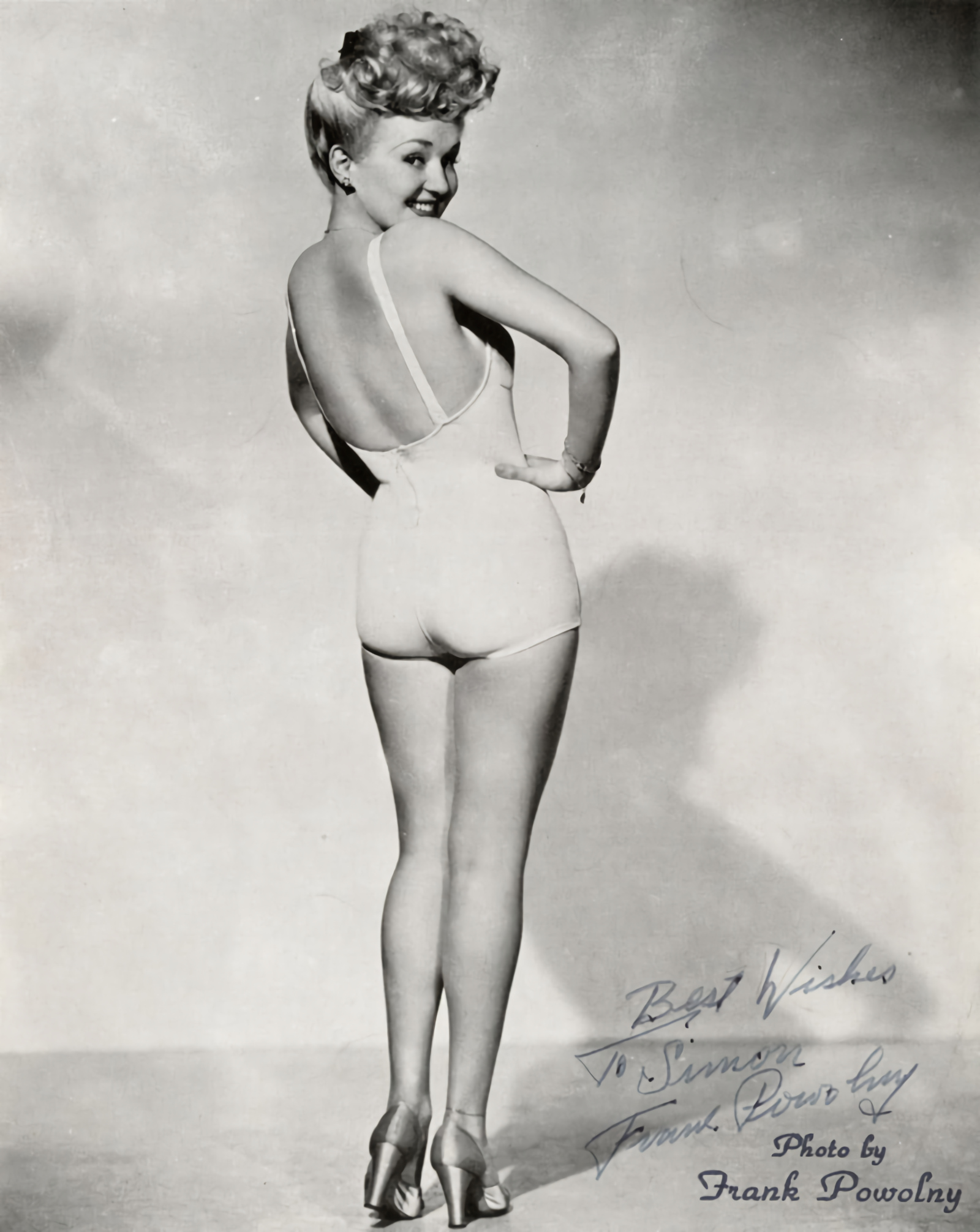
Betty Grable a híressé vált pin-up fotón

A pin-up girl, vagy pin-up modell (címlaplány) kifejezés azokra a vonzó modellekre értendő, akiknek a tömeggyártásban megjelenő képeivel szinte mindenütt találkozhatunk, és akik valóságos szexszimbólumokká lettek.
Pin-up kifejezés ugyancsak vonatkozik rajzokra, festményekre, egyéb illusztrációkra, melyek a fent említett fotókat emulálják. A képeket magazinokból, napilapokból, képeslapokról, kromo-litográfiákról, ezer egyéb helyről a lelkes rajongók kivágták, és felrajzszögezték a falra. Kész naptárakat is találni róluk.

## Története
A kifejezést először 1941-ben használták az angolban, jóllehet a gyakorlat legalább 1890-ig megy vissza.
1942-ben Hartzell Spence, az újonnan megjelenő Yank magazin szerkesztője határozta el: minden kiadás címlapján jelenjen meg egy modellkép, amit az olvasók kiszögezhetnek a falra. Ettől kezdve a fotósokkal folyamatosan éreztették: pin-up fotó kell.
A kultusz 1941-ben a Life (és az amerikai katonai barakkok) első számú címlaplányával, Dorothy Lamourral kezdődött el igazán. Vera Lynn lett az angol "haderők szíve hölgye", Betty Grable az amerikai hadseregé. Rita Hayworth képét ragasztották Little Boyra, a hirosimai atombombára 1945-ben. Említésre méltók még a Gibson lányok - Charles Dana Gibson művei. Hazai vonatkozásban a magyar származású Bánky Vilma neve emlékezetes.
A műfajhoz kapcsolódó pin-up művészek: Alberto Vargas, Gil Elvgren, George Petty, Art Frahm.

## Híres pin-up girlök

### 1910-es és 1920-as évek
| - Bánky Vilma - Belle Bennett - Clara Bow - Mary Brian - Louise Brooks - Camille Clifford - Betty Compson - Joan Crawford - Bebe Daniels | - Marion Davies - Billie Dove - Ruth Etting - Greta Garbo - Barbara Kent - Bessie Love - Barbara La Marr - Colleen Moore - Mae Murray | - Nita Naldi - Alla Nazimova - Pola Negri - Anita Page - Mary Pickford - Gloria Swanson - Lilyan Tashman - Olive Thomas - Alice White |

### 1930-as évek
| - Annabella - Joan Blondell - Virginia Bruce - Marlene Dietrich - Dolores del Río - Jean Harlow | - Sonja Henie - Ruby Keeler - Gypsy Rose Lee - Carole Lombard - Myrna Loy - Sally Rand | - Ginger Rogers - Barbara Stanwyck - Thelma Todd - Lupe Vélez - Mae West - Toby Wing |

### 1940-es évek
| - Lauren Bacall - Diana Barrymore - Ingrid Bergman - Vivian Blaine - Jeanne Crain - Linda Darnell - Yvonne De Carlo - Lisa Fonssagrives - Ava Gardner - Judy Garland - Betty Grable - Kathryn Grayson - Jane Greer - Anne Gwynne | - Susan Hayward - Rita Hayworth - June Haver - Lena Horne - Candy Jones - Olga San Juan - Veronica Lake - Carole Landis - Hedy Lamarr - Dorothy Lamour - Joan Leslie - Viveca Lindfors - Marilyn Maxwell - Marie McDonald | - Ann Miller - Carmen Miranda - Maria Montez - Gloria Nord - Frances Rafferty - Ella Raines - Donna Reed - Jane Russell - Ann Sheridan - Alexis Smith - Gene Tierney - Lana Turner - Esther Williams - Shelley Winters |

### 1950-es évek
| - Pier Angeli - Carroll Baker - Brigitte Bardot - Candy Barr - Virginia Bell - Betty Brosmer - Cyd Charisse - Mara Corday - Hazel Court - Dagmar - Dorothy Dandridge - Sandra Dee - Faith Domergue | - Diana Dors - Anita Ekberg - Gloria Grahame - Allison Hayes - Eartha Kitt - Joi Lansing - Gina Lollobrigida - Sophia Loren - Jayne Mansfield - Irish McCalla - Marilyn Monroe - Cleo Moore | - Kim Novak - Maila Nurmi - Bettie Page - Suzy Parker - Barbara Payton - Barbara Rush - Lili St. Cyr - Gia Scala - Tempest Storm - Märta Torén - Mamie Van Doren - June Palmer |

### 1960-as évek
| - Pamela Green - Margaret Nolan | - June Palmer | - Twiggy |

### 1970-es évek
| - Loni Anderson - Catherine Bach - Adrienne Barbeau - Barbi Benton | - Jacqueline Bisset - Farrah Fawcett - Cheryl Ladd - Peggy Lipton | - Julie Newmar - Suzanne Somers - Cheryl Tiegs - Raquel Welch |

### 1980-as évek
| - Samantha Fox - Monique Gabrielle | - Tawny Kitaen - Kelly LeBrock | - Linnea Quigley |

### 1990-es évek
| - Carmen Electra | - Cindy Margolis | - Pamela Anderson |  |

### 2000-es évek
| - Jami Deadly - Bernie Dexter - Dayna Delux | - Drakaina - Heidi Van Horne - Jessica Sutta | - Katy Perry - Loulou von Brochwitz - Dita Von Teese |  |

- Scarlett Johansson

## Fordítás
- Ez a szócikk részben vagy egészben  a   Pin-up girl című angol Wikipédia-szócikk fordításán alapul.  Az eredeti cikk szerkesztőit annak laptörténete sorolja fel. Ez a jelzés csupán a megfogalmazás eredetét és a szerzői jogokat jelzi, nem szolgál a cikkben szereplő információk forrásmegjelöléseként.